# Langhaariger Flughund

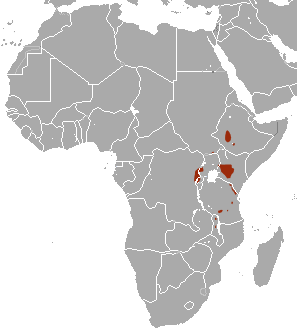
Verbreitungsgebiet des Langhaarigen Flughundes

Der Langhaarige Flughund oder Gebirgs-Höhlenflughund (Stenonycteris lanosus, Synonym: Rousettus lanosus) ist ein in Ostafrika verbreitetes Fledertier aus der Unterfamilie Rousettinae.

## Merkmale
Erwachsene Exemplare sind kleine bis mittelgroße Flughunde. Das lange Fell besteht aus einer Unterwolle und leicht borstigen Deckhaaren. In das mehr oder weniger dunkle graubraune bis rotbraune Fell der Oberseite sind einige hellere Haare eingemischt. Manche Haare sind dabei bis zu 18 mm lang. Im etwas helleren Fell der Unterseite befinden sich manchmal mehr helle Haare. Bei erwachsenen Männchen sind einige Haare an der Kehle sowie auf dem Nacken borstiger. Der Kopf ist durch eine hundeartige Schnauze und nackte dunkelbraune Ohren gekennzeichnet. Auf dem Gaumen befinden sich vier durchgehende längliche Wülste, drei unterbrochene Wülste und eine schmale Wulst im hinteren Teil. Der Langhaarige Flughund hat dunkelbraune Flughäute, die am zweiten Zeh beginnen. Vom Schwanz liegen etwa 16 mm außerhalb der Schwanzflughaut.
Die Art erreicht eine Kopf-Rumpf-Länge von 114 bis 173 mm, eine Schwanzlänge von 9 bis 25 mm und ein Gewicht von 94 bis 162 g. Sie hat 85 bis 95 mm lange Unterarme, Hinterfüße von 18 bis 27 mm Länge sowie 19 bis 25 mm lange Ohren. Die Zahnformel lautet I 2/2, C 1/1, P 3/3, M 2/3, was 34 Zähne im Gebiss ergibt.

## Verbreitung
Dieser Flughund hat mehrere verstreute Populationen von Äthiopien und Südsudan über Kenia und die östliche Demokratische Republik Kongo bis nach Tansania und Malawi. Er lebt im Hügelland, auf Hochebenen und im Gebirge zwischen 500 und 4000 Meter Höhe. Die Exemplare bewohnen Regenwälder, feuchte und trockene Buschländer, Graslandschaften mit Akazien und die Savannenlandschaft Miombo.

## Lebensweise
Der Langhaarige Flughund nutzt Höhlen als Versteck und bildet Kolonien mit wenigen hundert Mitgliedern. Er erzeugt mit seiner Zunge Klicklaute, die vermutlich zur Echoortung eingesetzt werden. Die Nahrung besteht aus weichen Früchten, Nektar und vermutlich Pollen. Trächtige Weibchen mit einem Embryo, Weibchen mit aktiven Milchdrüsen und Männchen mit vergrößerten Hoden sind aus unterschiedlichen Monaten bekannt.

## Gefährdung
Einige Exemplare werden gejagt und auf lokalen Märkten als Bushmeat angeboten. Zusätzlich wirken sich Waldrodungen und Störungen in den Höhlen negativ aus. In geeigneten Habitaten ist die Art nicht selten. Die IUCN listet sie als nicht gefährdet (least concern).